# 蓬埃贝尔 (旧市镇)
蓬埃贝尔（法語：Pont-Hébert，法語發音：[pɔ̃ ebɛʁ]）是法国芒什省的一个旧市镇，位于该省中部，属于圣洛区。2018年，蓬埃贝尔与市镇勒奥梅达尔特奈合并为新的蓬埃贝尔。

## 地理
蓬埃贝尔（49°10'1"N, 1°8'0"W）面积14.99 平方千米，位于法国诺曼底大区芒什省，该省份为法国西北部沿海省份，西、北、东北三面环大西洋，东起顺时针与卡爾瓦多斯省、奧恩省、马耶讷省和伊勒-维莱讷省接壤。
与蓬埃贝尔接壤的市镇（或旧市镇、城区）包括：阿米尼、卡维尼、勒代泽尔、泰尔瓦勒、勒奥梅达尔特奈、拉莫夫、朗庞。

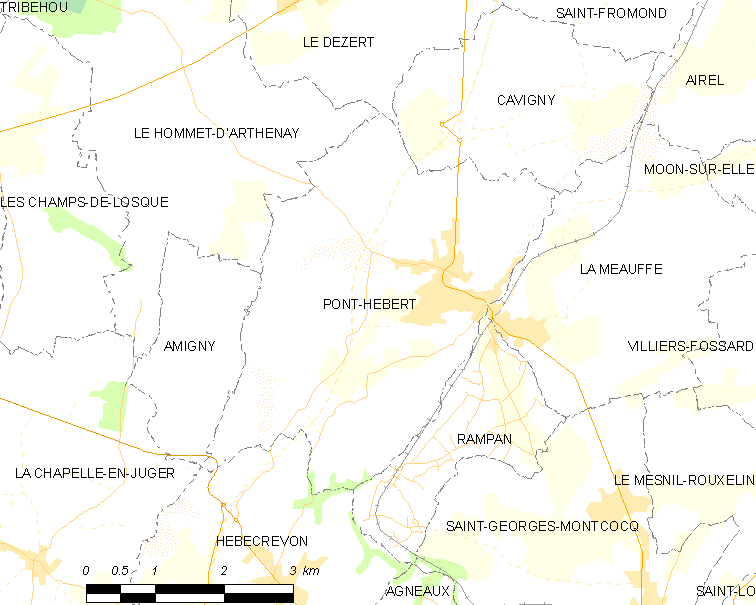
的OSM定位图

蓬埃贝尔的时区为UTC+01:00、UTC+02:00（夏令时）。

## 行政
蓬埃贝尔的邮政编码为50880，INSEE市镇编码为50409。

## 政治
蓬埃贝尔所属的省级选区为蓬埃贝尔县。

## 人口

1962-2008年间人口变化图示

蓬埃贝尔于2018年1月1日时的人口数量为1587人。